# Jair Ferreira
Jair Ferreira (Rio Grande, RS, 29 de outubro de 1947) é um médico e professor de Medicina aposentado, que teve atuação destacada na assistência, ensino e pesquisa nas áreas de hanseníase, DST/AIDS, epidemiologia e indicadores de saúde. 
Também é um cantor amador, com voz de barítono.

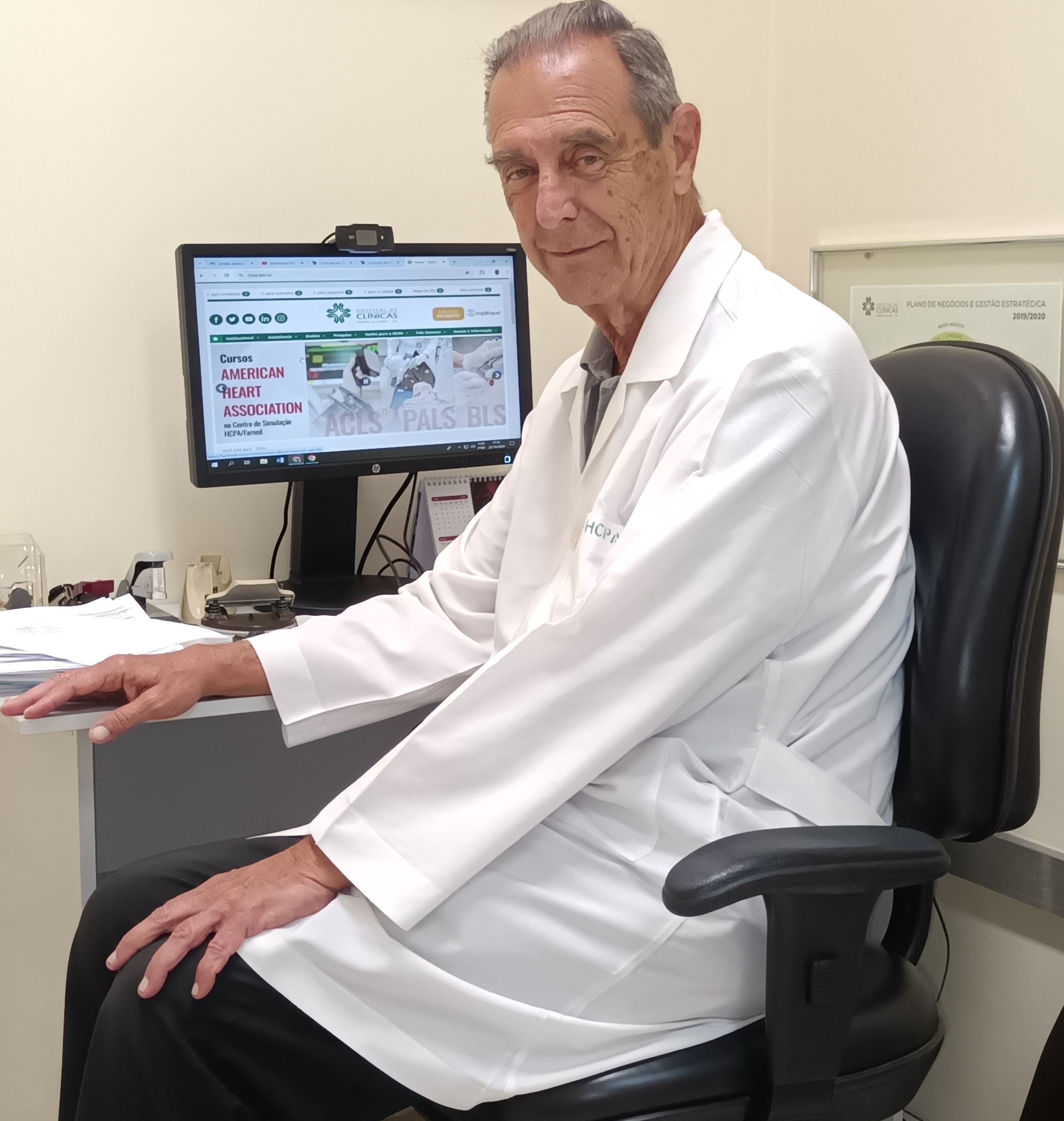
Jair Ferreira em outubro de 2024, atuando como voluntário no Hospital de Clínicas de Porto Alegre

## Formação
Toda a formação de Jair Ferreira desenvolveu-se em instituições públicas. Cursou o ensino primário no Instituto de Educação Juvenal Muller, em Rio Grande; o ginásio e o primeiro ano do curso científico no Colégio Estadual Lemos Júnior, também em Rio Grande; e os dois últimos anos do curso científico  (uma das antigas divisões do nível médio) no Colégio Estadual Júlio de Castilhos, em Porto Alegre.
Em 1965, aos 17 anos, foi aprovado no Vestibular da Faculdade de Medicina da Universidade Federal do Rio Grande do Sul (UFRGS), onde se formou em 1970.
Concluiu residência médica em Dermatologia pela UFRGS (1972), é especialista em Saúde Pública pela Universidade de São Paulo (1973) e especialista em Hansenologia pela Associação Brasileira de Hansenologia (1974). Obteve o título de doutor em Clínica Médica pela UFRGS (1999).

## Carreira
Em 1971, Jair Ferreira ingressou como dermatologista clínico na Secretaria Estadual da Saúde do Rio Grande do Sul. Nesta instituição, teve seu interesse despertado para a área de Saúde Pública. Formado há apenas um ano, já passou a atuar também como supervisor em municípios do interior gaúcho, orientando médicos generalistas que atendiam pacientes com hanseníase.
Em 1974, com a colaboração da médica Mariza Machado Klück, especialista em Informática Médica, desenvolveu o programa de informatização dos registros de pacientes com hanseníase, primeiro do gênero no mundo.
Entre 1976 e 1985, colaborou com os dermatologistas Antonio Carlos Gerbase e Cesar Bernardi e os cineastas Nelson Nadotti e Carlos Gerbase na elaboração de audiovisuais, vídeos e filmes educativos sobre DST e AIDS.
Seus trabalhos em hanseníase e DST/AIDS o levaram a se tornar consultor do Ministério da Saúde do Brasil  (1976 a 2011), da Organização Pan-Americana da Saúde (OPAS, 1978 a 2004) e da Organização Mundial da Saúde (OMS, 1980 a 2004). Nesse papel, participou de comitês nacionais e internacionais em hanseníase e DST/AIDS.
Entre 1976 e 2008, prestou diversas consultorias a 16 unidades federadas brasileiras; a 13 países da América Latina, África e Ásia; ao governo federal brasileiro; e às sedes da OPAS (Washington, D.C., EUA) e da OMS (Genebra, Suíça).
Na década de 1980 ministrou, para o Ministério da Saúde, cinco cursos dirigidos a coordenadores de programas estaduais de DST/AIDS e de programas estaduais de hanseníase.  
Para a OMS, coordenou o curso de DST/AIDS destinado a administradores de programas de DST/AIDS de países de língua portuguesa (Porto Alegre, 1990). 
Por demanda da OPAS, coordenou os cursos para administradores de programas nacionais de DST/AIDS em países da América Central e Caribe (Panamá, 1987, e San José, Costa Rica, 1991) e da América do Sul (Santiago, Chile, 1991). Neste último, teve como aluna Michele Bachelet, então coordenadora do programa de DST/AIDS do Chile, que mais tarde se tornaria presidente daquele país. 
Entre 1982 e 1984, fez parte das comitivas brasileiras para o estabelecimento do Acordo Sanitário Brasil-Uruguai. 
Em 1985, foi designado Pesquisador Brasileiro no Acordo Brasil-Bélgica para o desenvolvimento de pesquisas sobre o sistema de registro de dados em hanseníase.
Entre 1985 e 1987, exerceu o cargo de diretor da Divisão de Controle de Doenças da Secretaria Estadual da Saúde do Rio Grande do Sul e entre 1987 e 1990 chefiou o Serviço de Dermatologia Sanitária da mesma Secretaria. 
Em 1989, ingressou como docente da Faculdade de Medicina da UFRGS, onde se aposentou, em 2022, como professor titular vinculado ao Departamento de Medicina Social. Ao longo de sua trajetória na faculdade, ministrou disciplinas na área de Epidemiologia nos níveis de graduação (curso de Medicina e seis outros cursos da área da saúde) e pós-graduação (Programa de Pós-Graduação em Epidemiologia da UFRGS).
Em 1996, também passou a desenvolver atividades no Hospital de Clínicas de Porto Alegre (HCPA), hospital de ensino da UFRGS. Nessa instituição, foi coordenador do Programa de AIDS, coordenador do Registro de Câncer, assessor da Vice-Presidência Médica, assessor de Planejamento e Avaliação da Direção, chefe de Gabinete da Presidência e preceptor de médicos residentes. Também participou de projetos de extensão estratégicos, como Gestão das Informações Hospitalares; Definição, Implantação e Validação de Indicadores de Qualidade Assistencial; e Manutenção do Registro Hospitalar de Câncer.
Após sua aposentadoria, aos 75 anos, em 2022, continuou mantendo uma atividade voluntária no HCPA, atuando como consultor na área de indicadores hospitalares.

## Publicações científicas
Jair Ferreira é autor de mais de 20 capítulos de livros e de mais de 30 artigos científicos publicados em revistas nacionais e internacionais . Entre estes últimos, destacam-se:
- Artigo publicado em 1981 pela revista da Organização Pan-Americana da Saúde, no qual figura como primeiro autor, referente às graves erupções cutâneas ocasionadas pelo tratamento da tuberculose com esquema que incluía o medicamento Tiacetazona. Os dados preliminares desse trabalho colaboraram para a decisão da Organização Mundial da Saúde de retirar a Tiacetazona do esquema de tratamento da tuberculose e incluir neste a Rifampicina.
- Artigo publicado em 1984 pelo International Journal of Leprosy referente ao uso da tábua de vida para excluir do registro ativo doentes de hanseníase em paradeiro ignorado. Esse trabalho, apresentado em congresso internacional em 1980, valeu-lhe a a outorga do Prêmio Orestes Diniz de melhor trabalho de epidemiologia e profilaxia. 
Jair Ferreira foi, ainda, o tradutor para a Língua Portuguesa do livro Epidemiology, Bioestatistics and Preventive Medicine, de James F. Jeke, Joann G. Elmore e David L. Katz, publicado em 2005 pela Artmed com o título Epidemiologia, Bioestatística e Medicina Preventiva.

## Prêmios
Prêmio Orestes Diniz de Epidemiologia e Profilaxia da Hanseníase, do Colégio de Hansenologia dos Países Endêmicos, em 1980.
Comenda da Ordem do Mérito no Serviço Público, grau "Grande Mérito", do Governo do Estado do Rio Grande do Sul, em 1990.
Prêmio Hélio Beltrão de Iniciativas Inovadoras no Serviço Público, do Ministério da Administração, em 2002 e 2003.
Medalha Amigo da Cidade, da Prefeitura Municipal de Porto Alegre, em 2004.

## Atividades culturais
É autor da letra do Hino do Sesquicentenário da Revolução Farroupilha (música do também médico Marcos Virmond). Este hino venceu o concurso promovido pelo Governo do Estado e pela Rede Brasil Sul de Comunicações e foi gravado pela orquestra e coral da Orquestra Sinfônica de Porto Alegre (OSPA).
Foi funcionário da Fundação Orquestra Sinfônica de Porto Alegre (OSPA), de 1970 a 1972, integrando, como cantor, o coral sinfônico da instituição. Nessa condição atuou, em 1970, como solista, na  ópera Salomé, de Richard Strauss.
Integrou o Coral da UFRGS entre 1965 e 1981, atuando como solista em diversas composições a capella para coro misto e em papéis secundários na ópera Fidélio, de Beethoven, e na cantata Carmina Burana. de Carl Orff. Era o diretor artístico do Coral da UFRGS quando este venceu, em 1978,  o Concurso Nacional de Coros, promovido pelo Ministério de Educação e Cultura e pela Rede Globo de TV.
Jair Ferreira mantém um canal no YouTube, onde estão inseridos perto de 200 vídeos de suas apresentações como cantor amador, nas quais  interpreta árias de óperas, canções internacionais e música popular brasileira.